# Kameniari

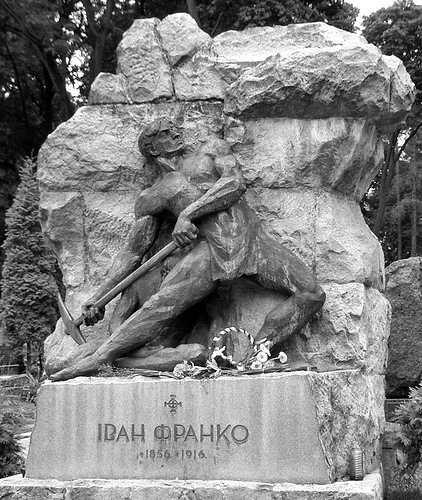
Monumento a poeta ucraniano Iván Frankó, mostrando un cantero (kameniar)

"Kameniari" (en ucraniano: Каменярі, lit. 'Los Canteros'), es un poema del poeta ucraniano Iván Frankó (1856–1916). En este poema, los esclavos atados por cadenas rompen la roca usando mandarrias. El poema es alegórico, describiendo las ideas gemelas de la liberación de un pasado opresivo (dominio polaco, ruso y austrohúngaro de Ucrania) y de la creación de una carretera para el futuro progreso social de los pioneros.
El epónimo kameniar (en ucraniano: каменяр) es un cantero se convirtió en un símbolo revolucionario en Ucrania y en la cultura soviética en general, así como en un nombre metafórico para el propio Iván Frankó.

## Legacía
2428 Kamenyar es un asteroide descubrió de astrónomo ruso Nikolai Chernykh en 1977, trabajando en el Observatorio Astrofísico de Crimea.